# Ripogonum
Ripogonum és l'únic gènere de la família monotípica de les ripogonàcies (Ripogonaceae), una família monotípica de plantes angiospermes de l'ordre de les lilials (Liliales), dins del clade de les monocotiledònies. Són plantes natives de l'est d'Austràlia, l'est de Nova Guinea i Nova Zelanda.

## Descripció
Són lianes, plantes enfiladisses amb rizoma i tiges que poden atènyer fins a 15 metres, quan són joves poden presentar una forma arbustiva. Les tiges són glabres i sovint tenen punxes. Les fulles són coriàcies i amb l'àpex agut, poden ser oposades, alternes o verticil·lades. Les flors són generalment hermafrodites, no tenen corol·la però si tèpals, i s'agrupen en inflorescències racemoses axil·lars o en panícula. L'androceu és format per sis estams. L'ovari és sèssil, súper i trilocular, amb dos òvuls per lòcul. El fruit és una baia.

## Taxonomia
Aquest gènere va ser publicat per primer cop l'any 1776 a l'obra Characteres Generum Plantarum:quas in itinere ad insulas maris Australis, collegerunt, descripserunt, delinearunt, annis 1772-1775 pels naturalistes alemanys Johann Reinhold Forster (1729-1798) i Georg Forster (1754-1794).
La família de les ripogonàcies va ser descrita per primer cop l'any 1985 a la revista Nordic Journal of Botany pels botànics australians Harold Trevor Clifford (1927-2019) i John Godfrey Conran (n. 1960).

### Espècies
Dins d'aquest gènere es reconeixen les 6 espècies següents:
- Ripogonum album R.Br.
- Ripogonum brevifolium Conran & Clifford
- Ripogonum discolor F.Muell.
- Ripogonum elseyanum F.Muell.
- Ripogonum fawcettianum F.Muell. ex Benth.
- Ripogonum scandens J.R.Forst. & G.Forst.